# Demokracja: bóg, który zawiódł
Demokracja: bóg, który zawiódł. Ekonomia i polityka demokracji, monarchii i ładu naturalnego (ang. Democracy: The God that Failed. The Economics and Politics of Monarchy, Democracy, and Natural Order.) – książka Hansa-Hermanna Hoppego. Polskie wydanie opublikowano w 2006 roku (Warszawa).
Hoppe prezentuje w niej konserwatywną wizję społeczeństwa anarchokapitalistycznego. Jednocześnie krytykuje demokrację jako zaprzeczenie i niekonsekwencję idei liberalnej oraz polityczny odpowiednik socjalizmu w gospodarce. Za mniej szkodliwy od publicznego rządu demokratycznego uważa rząd prywatny, czyli monarchię.

## Spis treści
Wstęp
1. O preferencji czasowej, rządzie i procesie decywilizacyjnym
2. O monarchii, demokracji i pojęciu ładu naturalnego
3. O monarchii, demokracji, opinii publicznej i delegitymizacji
4. O demokracji, redystrybucji i destrukcji własności
5. O centralizacji i secesji
6. O socjalizmie i desocjalizacji
7. O wolnej imigracji i przymusowej integracji
8. O wolnym handlu i ograniczonej imigracji
9. O współpracy, plemieniu, mieście i państwie
10. O konserwatyzmie i libertarianizmie
11. O błędach klasycznego liberalizmu i o perspektywach wolności
12. O rządzie i prywatnej produkcji bezpieczeństwa
13. O niemożliwości rządu ograniczonego i widokach na rewolucję